# Divovski mravojed
Divovski mravojed (lat. Myrmecophaga tridactyla) je najveći od četiri vrste mravojeda i jedini je pripadnik roda Myrmecophaga (od grčkog murmekos što znači mrav i phagein, jesti). Živi na području Srednje i Južne Amerike.

## Odlike
Divovski mravojedi mogu narasti i do 1,5 m, a težina im varira između 29 i 65 kg. Imaju tanko tijelo prekriveno dugim krznom oštrih dlaka koje na repu mogu doseći dužinu i do 40 cm. Mladunčad posjeduje mekano krzno do spolnog sazrijevanja. Dominantna boja krzna je siva do smeđa, ali svi imaju dijagonalnu bijelu liniju na ramenima. Na prednjim nogama ima velike, srpasto svinute pandže kojima otvara mravinjake i termitnjake.
Glava im je mala, a nos i gornja usna su produljeni u dugo rilo. Zube uopće nema, dok mu je jezik izrazito dug (i do 60 cm), a širok je u prosjeku 1,25 cm. Hrapavi jezik je prekriven bodljicama i ljepljivom slinom na koju se lijepe mravi. Prilikom hvatanja mrava, veliki mravojed uvlači i izvlači jezik i do 150 puta u minuti.
Prosječna tjelesna temperatura im je 32,7 °C, što je jedna od najnižih temperatura kod svih živućih sisavaca.
Žive individualno, a mogu se naći na raznovrsnim područjima uključujući livade, šume i kišne šume. Hrane se mravima i termitima (nekad i do 30.000 kukaca dnevno) koje pronalazi istančanim njuhom, dok su mu vid i sluh slabo razvijeni. Aktivni su i danju i noću, a spavaju u dupljama drveća ili u grmlju, pri čemu čupav rep obmotaju oko tijela. Hodaju polako i pritom gaze gornjom stranom prednjeg stopala kako se ne bi oštetile pandže, dok stražnjim nogama gaze cijelim stopalom. Pandžama se mogu i braniti od predatora (kao što je puma ili jaguar), ali najčešće bježe od opasnosti. Ženke kote po jedno mladunče koje dugo nose na leđima.
Prema ljestvici IUCN-a divovski mravojed je ugrožena vrsta (kojoj se populacija smanjila za 20% u posljednjih 10 godina), uglavnom zbog gubitka staništa. Pretpostavlja se da ih u divljini ima oko 5000 jedinki, dok ih se nekoliko stotina nalazi u svjetskim zoološkim vrtovima.

## Vanjske poveznice
- Divovski mravojed na online anteater  Arhivirana inačica izvorne stranice od 13. kolovoza 2013. (Wayback Machine) (engl.)

### Ostali projekti
|  | Zajednički poslužitelj ima još gradiva o temi Divovski mravojed |
|  | Wikivrste imaju podatke o taksonu Myrmecophaga tridactyla       |